# Haast (West Coast)
Haast is een kleine plaats in de regio West Coast op het Zuidereiland van Nieuw-Zeeland. Het plaatsje omvat 3 kleine nederzettingen genaamd Haast township, Haast Beach en Haast Junction en ligt aan de monding van de Haast River. De belangrijkste activiteiten zijn visserij en toerisme. Het ligt in het Te Wahipounamu, een gebied dat staat op de Werelderfgoedlijst.

## Geschiedenis
Haast is genoemd naar Julius von Haast. De eerste Europeanen kwamen in dit gebied rond 1870. Tot 1966 was Haast afgesloten van de buitenwereld, toen werd de weg naar Wanaka en de Haast Pass geopend. Voorheen was Haast slechts bereikbaar via ruwe bergpaden of per schip. Sinds de aanleg van de Haast Pass is het een belangrijke doorgaansplaats voor toeristen die op het Zuidereiland rondtrekken. Men kan langs de westkust alleen van noord naar zuid, en vice versa, via Haast.